# César-díjak 2012
A 37. César-díj átadó ünnepségre 2012. február 24-én került sor a párizsi Châtelet Színházban. Az ünnepség elnöke Guillaume Canet színész, ceremóniamestere pedig Antoine de Caunes volt.
A francia filmes szakma 3880 képviselőjének szavazata alapján összeállított jelölések listáját 2012. január 27-én hozták nyilvánosságra. A jelöltek listáját összesen 555 film és 3309 személy előzetes jelöléséből szűkítették le.
A francia Filmművészeti és Filmtechnikai Akadémia közgyűlése 2011. december 19-én úgy döntött, hogy – a 2009-es jelölésbővítés után – 2012-ben további három kategóriában (legjobb színész, legjobb színésznő és legjobb rendező) emelik meg a jelöltek számát; a végső szavazás során az eddigi 5-5 helyett e kategóriákban 7-7 jelöltre lehet szavazni.
A rendezvényen alkalmat adott arra, hogy megemlékezzenek az egy éve elhunyt Annie Girardot-ra, valamint hogy életművéért tiszteletbeli Césart adjanak át Kate Winslet brit színésznőnek.
A válogatás sajátossága volt, hogy mind a legjobb francia, mind pedig a legjobb külföldi filmek jelöltjei között nagy számban lehetett megtalálni a 2011-es cannes-i fesztivál különféle szekcióiban bemutatott alkotásokat: a hét francia filmből hat, míg a hét külföldiből három tűnt fel az ottani plakátokon. A legnagyobb favoritnak a Maïwenn filmdrámája, a Polisse mutatkozott: 10 kategóriában 11 jelölést kapott. Komoly eséllyel indult a megmérettetésben, 11 jelöléssel Pierre Schöller alkotása, az Államérdekből, valamint 10 jelöléssel – akár csak az ez évi Oscar-jelölése esetében – Michel Hazanavicius valóban eredeti megoldású, fekete-fehér, alkotása a The Artist – A némafilmes. Jó eséllyel – 9 jelöléssel – pályázott a legjelentősebb díjakra Oloivier Nakache vetítőtermekben igazi közönségsikert aratott Életrevalók című filmdrámája is.
A díjra nevezett filmeket 2012. február 8. és 19. között a közönség nyilvános vetítéseken ismerhette meg a Balzac filmszínházban (Párizs, Champs-Élysées).
A várakozásoknak megfelelően jól szerepelt a gálát megelőző este már hat Arany Csillagot begyűjtő alkotás, a The Artist – A némafilmes: hat Césart vihetett haza, ráadásul a legjelentősebbeket (legjobb film, legjobb rendező, legjobb operatőr, legjobb filmzene és legjobb színésznő. Nagy csalódást okozott a stábnak, hogy legjobb színész kategóriában abszolút favoritnak tartott Jean Dujardin nem kaphatta meg az aranyszobrocskát. Nagyon rosszul szerepelt a Polisse: a 11 jelölésből mindössze kettőért kapott díjat a megosztott legígéretesebb fiatal színésznő és a legjobb vágás kategóriákban. A nagy ellenfelek közül a Államérdekből három, az Életrevalók pedig csak egy Césart nyert.

## Díjazottak és jelöltek
| Díjak                            | Díjazottak és jelöltek |
| -------------------------------- | --- |

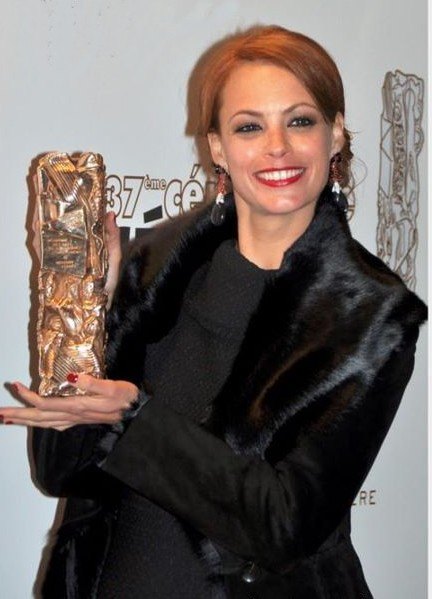
Bérénice Bejo, a legjobb színésznő

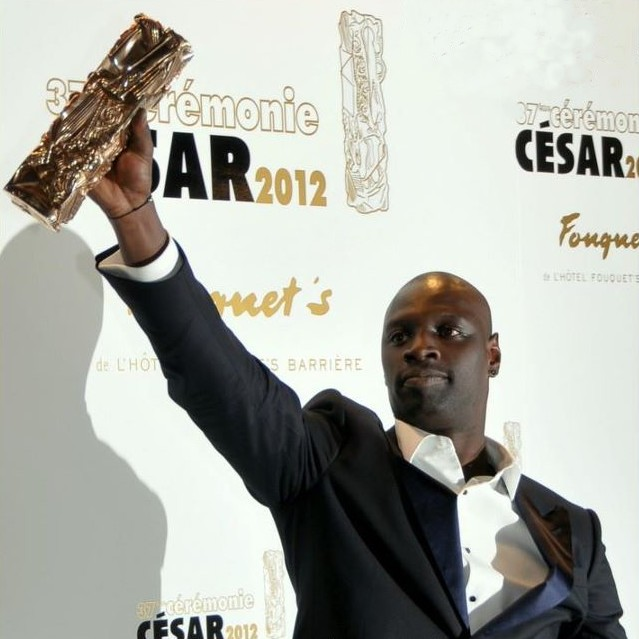
Omar Sy, a legjobb színész

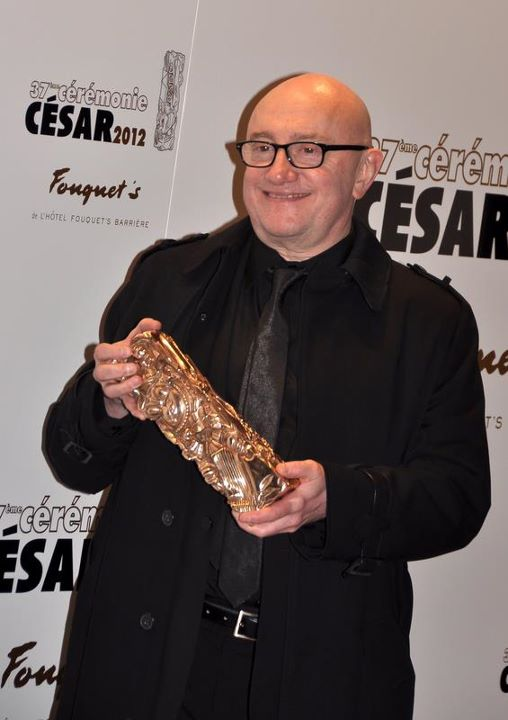
Michel Blanc, a legjobb mellékszereplő színész

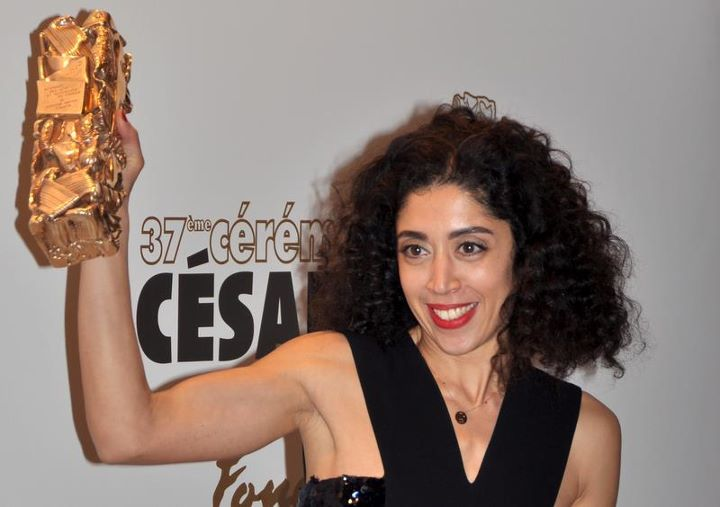
Naidra Ayadi, az egyik legígéretesebb színésznő

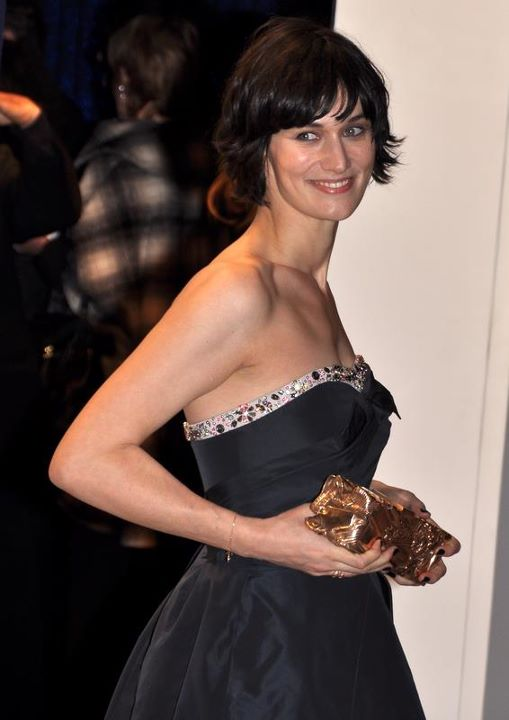
Clotilde Hesme, a másik legígéretesebb színésznő

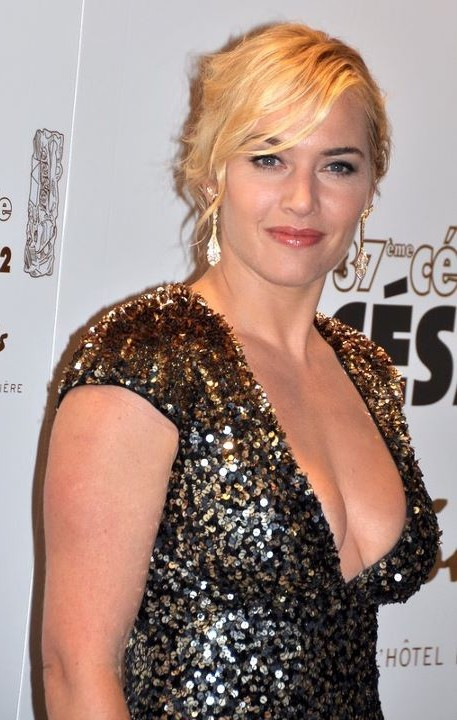
Kate Winslet, a Tiszteletbeli César tulajdonosa

| Legjobb film                     | - The Artist – A némafilmes (The Artist), rendezte: Michel Hazanavicius - Életrevalók (Intouchables), rendezte: Olivier Nakache, Éric Toledano - Kikötői történet (Le Havre), rendezte: Aki Kaurismäki - Szemünk fénye (La guerre est déclarée), rendezte: Valérie Donzelli - Államérdekből (L'exercice de l'État), rendezte: Pierre Schöller - Pater, rendezte: Alain Cavalier - Polisse, rendezte: Maïwenn |
| Legjobb rendező                  | - Michel Hazanavicius – The Artist – A némafilmes (The Artist) - Alain Cavalier – Pater - Valérie Donzelli – Szemünk fénye (La guerre est déclarée) - Aki Kaurismäki – Kikötői történet (Le Havre) - Maïwenn – Polisse - Pierre Schöller – Államérdekből (L’exercice de l’État) - Éric Toledano és Olivier Nakache – Életrevalók (Intouchables) |
| Legjobb színésznő                | - Bérénice Bejo – The Artist – A némafilmes (The Artist) - Ariane Ascaride – A Kilimandzsáró hava (Les neiges du Kilimandjaro) - Leïla Bekhti – Asszonyok kútja (La source des femmes) - Valérie Donzelli – Szemünk fénye (La guerre est déclarée) - Marina Foïs – Polisse - Marie Gillain – Toutes nos envies - Karin Viard – Polisse |
| Legjobb színész                  | - Omar Sy – Életrevalók (Intouchables) - Sami Bouajila – Omar m’a tuer - François Cluzet – Életrevalók (Intouchables) - Jean Dujardin – The Artist – A némafilmes (The Artist) - Olivier Gourmet – Államérdekből (L'exercice de l'État) - Denis Podalydès – La conquête - Philippe Torreton – Présumé coupable |
| Legjobb mellékszereplő színésznő | - Carmen Maura – Szerelem a hatodikon (Les femmes du 6e étage) - Zabou Breitman – Államérdekből (L'exercice de l'État) - Anne Le Ny – Életrevalók (Intouchables) - Noémie Lvovsky – Bordélyház (L'Apollonide : Souvenirs de la maison close) - Karole Rocher – Polisse |
| Legjobb mellékszereplő színész   | - Michel Blanc – Államérdekből (L'exercice de l'État) - Nicolas Duvauchelle – Polisse - JoeyStarr – Polisse - Bernard Le Coq – La conquête - Frédéric Pierrot – Polisse |
| Legígéretesebb fiatal színésznő  | - Naidra Ayadi – Polisse - Clotilde Hesme – Angele és Tony (Angèle et Tony) - Adèle Haenel – Bordélyház (L'Apollonide : Souvenirs de la maison close) - Céline Sallette – Bordélyház (L'Apollonide : Souvenirs de la maison close) - Christa Théret – La Brindille |
| Legígéretesebb fiatal színész    | - Grégory Gadebois – Angele és Tony (Angèle et Tony) - Nicolas Bridet – Te legyél a fiam! (Tu seras mon fils) - Guillaume Gouix – Jimmy Rivière - Pierre Niney – Imádom a csajokat bámulni (J'aime regarder les filles) - Dimitri Storoge – A Lyon-i banda (Les Lyonnais) |
| Legjobb operatőr                 | - Guillaume Schiffman – The Artist – A némafilmes (The Artist) - Pierre Aïm – Polisse - Josée Deshaies – Bordélyház (L'Apollonide : Souvenirs de la maison close) - Julien Hirsch – Államérdekből (L'exercice de l'État) - Mathieu Vadepied – Életrevalók (Intouchables) |
| Legjobb vágás                    | - Laure Gardette és Yann Dedet – Polisse - Anne-Sophie Bion és Michel Hazanavicius – The Artist – A némafilmes (The Artist) - Laurence Briaud – Államérdekből (L'exercice de l'État) - Pauline Gaillard Szemünk fénye (La guerre est déclarée) - Dorian Rigal-Ansous – Életrevalók (Intouchables) |
| Legjobb eredeti forgatókönyv     | - Pierre Schoeller – Államérdekből (L'exercice de l'État) - Valérie Donzelli és Jérémie Elkaïm – Szemünk fénye (La guerre est déclarée) - Michel Hazanavicius – The Artist – A némafilmes (The Artist) - Maïwenn és Emmanuelle Bercot – Polisse - Éric Toledano és Olivier Nakache – Életrevalók (Intouchables) |
| Legjobb adaptáció                | - Roman Polański és Yasmina Reza – Az öldöklés istene (Carnage) - David Foenkinos – Nathalie második élete (La délicatesse) - Vincent Garenq – Présumé coupable - Olivier Gorce, Roschdy Zem, Rachid Bouchareb és Olivier Lorelle – Omar m'a tuer - Mathieu Kassovitz, Benoît Jaubert és Pierre Geller – Lázadás (L'ordre et la morale) |
| Legjobb filmzene                 | - Ludovic Bource – The Artist – A némafilmes (The Artist) - Alex Beaupain – Szerelem nélkül soha (Les bien-aimés) - Bertrand Bonello – Bordélyház (L'Apollonide : Souvenirs de la maison close) - Mathieu Chedid és Patrice Renson – A párizsi mumus (Un monstre à Paris) - Philippe Schœller – Államérdekből (L'exercice de l'État) |
| Legjobb hang                     | - Olivier Hespel, Julie Brenta és Jean-Pierre Laforce – Államérdekből (L'exercice de l'État) - Pascal Armant, Jean Goudier és Jean-Paul Hurier – Életrevalók (Intouchables) - Jean-Pierre Duret, Nicolas Moreau és Jean-Pierre Laforce – Bordélyház (L'Apollonide : Souvenirs de la maison close) - Nicolas Provost, Rym Debbarh-Mounir és Emmanuel Croset – Polisse - André Rigaut, Sébastien Savine és Laurent Gabiot – Szemünk fénye (La guerre est déclarée)                                                                                    |
| Legjobb díszlet                  | - Laurence Bennett – The Artist – A némafilmes (The Artist) - Alain Guffroy – Bordélyház (L'Apollonide : Souvenirs de la maison close) - Pierre-François Limbosch – Szerelem a hatodikon (Les femmes du 6e étage) - Jean-Marc Tran Tan Ba – Államérdekből (L'exercice de l'État) - Wouter Zoon – Kikötői történet (Le Havre) |
| Legjobb jelmez                   | - Anaïs Romand – Bordélyház (L'Apollonide : Souvenirs de la maison close) - Catherine Baba – Az én kicsi hercegnőm (My Little Princess) - Mark Bridges – The Artist – A némafilmes (The Artist) - Christian Gasc – Szerelem a hatodikon (Les femmes du 6e étage) - Viorica Petrovici – Asszonyok kútja (La source des femmes) |
| Legjobb elsőfilm                 | - Le cochon de Gaza, rendezte: Sylvain Estibal - 17 lány (17 filles), rendezte: Delphine és Muriel Coulin - Angele és Tony (Angèle et Tony), rendezte: Alix Delaporte - Az én kicsi hercegnőm (My Little Princess), rendezte: Eva Ionesco - Nathalie második élete (La délicatesse), rendezte: Stéphane és David Foenkinos |
| Legjobb animációs film           | - A rabbi macskája (Le chat du rabbin), rendezte: Joann Sfar és Antoine Delesvaux - A festmény (Le tableau), rendezte: Jean-François Laguionie - A párizsi mumus (Un monstre à Paris), rendezte: Bibo Bergeron - La queue de la souris, rendezte: Benjamin Renner - Le cirque, rendezte: Nicolas Brault |
| Legjobb dokumentumfilm           | - Tous au Larzac, rendezte: Christian Rouaud - Crazy Horse, rendezte: Frederick Wiseman - Itt vízbe fojtják az algériaiakat – 1961. október 17. (Ici on noie les Algériens), rendezte: Yasmina Adi - Le bal des menteurs, rendezte: Daniel Leconte - Michel Petrucciani, rendezte: Michael Radford |
| Legjobb rövidfilm                | - L'accordeur, rendezte: Olivier Treiner - A világ nők nélkül (Un monde sans femmes), rendezte: Guillaume Brac - J'aurais pu être une pute, rendezte: Baya Kasmi - Lehetnék akár a maga nagyanyja (Je pourrais être votre grand-mère), rendezte: Bernard Tanguy - La France qui se lêve tôt, rendezte: Hugo Chesnard |
| Legjobb külföldi film            | - Nader és Simin – Egy elválás története (Jodaeiye Nader az Simin), rendezte: Aszhar Farhadi IRN - A király beszéde (The King's Speech), rendezte: Tom Hooper GBR - Drive – Gázt! (Drive), rendezte: Nicolas Winding Refn USA - Fekete hattyú (film) (Black Swan), rendezte: Darren Aronofsky USA - Felperzselt föld (Incendies), rendezte: Denis Villeneuve CAN, FRA - Melankólia (Melancholia), rendezte: Lars von Trier DNK, ESP, FRA, GER, ITA, SWE - Srác a biciklivel (Le gamin au vélo), rendezte: Jean-Pierre és Luc Dardenne BEL, FRA, ITA |
| Tiszteletbeli César              | - Kate Winslet |

## Többszörös jelölések és elismerések
A statisztikában a különdíjak nem lettek figyelembe véve.
| Jelölés | Díj | Magyar cím                | Eredeti cím                                 |
| ------- | --- | ------------------------- | ------------------------------------------- |
| 13      | 2   | Polisse                   | Polisse                                     |
| 11      | 3   | Államérdekből             | L'exercice de l'État                        |
| 10      | 6   | The Artist – A némafilmes | The Artist                                  |
| 9       | 1   | Életrevalók               | Intouchables                                |
| 8       | 1   | Bordélyház                | L'Apollonide : Souvenirs de la maison close |
| 6       | 0   | Szemünk fénye             | La guerre est déclarée                      |
| 3       | 1   | Angele és Tony            | Angèle et Tony                              |
| 3       | 1   | Szerelem a hatodikon      | Les femmes du 6e étage                      |
| 3       | 0   | Kikötői történet          | Le Havr                                     |
| 2       | 0   | A párizsi mumus           | Un monstre à Paris                          |
| 2       | 0   | Asszonyok kútja           | La source des femmes                        |
| 2       | 0   | Az én kicsi hercegnőm     | My Little Princess                          |
| 2       | 0   | –––                       | La conquête                                 |
| 2       | 0   | Nathalie második élete    | La délicatesse                              |
| 2       | 0   | –––                       | Omar m’a tuer                               |
| 2       | 0   | –––                       | Pater                                       |
| 2       | 0   | –––                       | Présumé coupable                            |